# Döhren (Oebisfelde-Weferlingen)
Döhren – dzielnica miasta Oebisfelde-Weferlingen w Niemczech, w kraju związkowym Saksonia-Anhalt, w powiecie Börde.
Do 31 grudnia 2009 była to oddzielna gmina wchodząca w skład wspólnoty administracyjnej Flechtingen. Do 30 czerwca 2007 należała do powiatu Ohre.